# White Park (razza bovina)
La White Park è una razza bovina antica e ormai rara della Gran Bretagna. Due popolazioni semi-selvatiche simili, La Chillingham Wild Cattle della Northumbria e la Vaynol del Gwynedd (Galles del Nord), hanno uno status di razza separato. Ci sono alcuni esemplari di White Park negli Stati Uniti d'America, ove sono noti come "Ancient White Park" per distinguerli dalla razza statunitense derivata, l'American White Park. 

## Storia

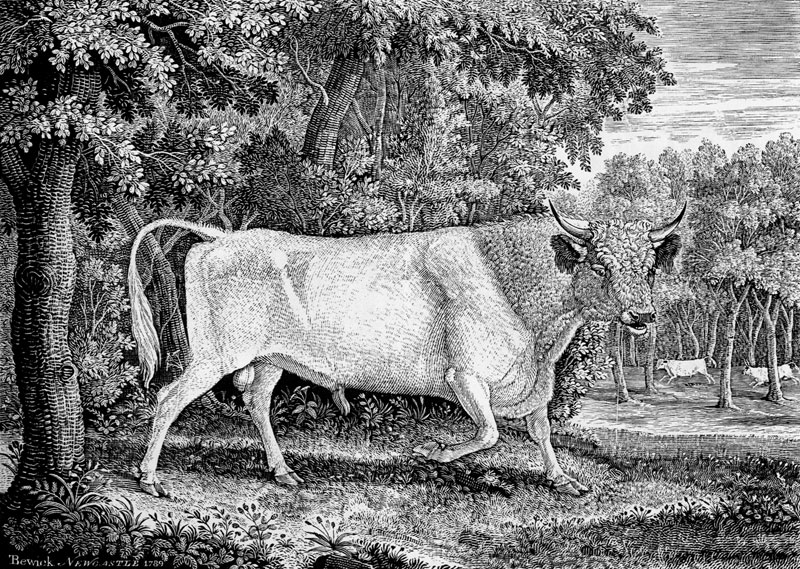
Incisione xilografica di Thomas Bewick di un toro di Chillingham, 1789.

Duemila anni fa, vacche simili alla White Park pascolavano nelle Isole britanniche, spec. in Irlanda, Galles, Inghilterra del Nord e Scozia. Il ciclo epico irlandese di Cúchulain, ambientato nel I secolo a.C., menziona il sacrificio di Magh Aí di "trecento mucche bianche con orecchie colorate" (forse destinate al sacrificio proprio in funzione del colore bianco pezzato). Il primo numero degli Historical Studies in Irish Agriculture della Royal Dublin Society è un libro sulle antiche razze bovine irlandesi in cui si afferma che i bovini bianchi erano conosciuti in Irlanda fino almeno al 1820, momento della loro estinzione nell'isola. Riferimenti simili si trovano nella storia gallese in un periodo leggermente successivo. Pembroke nel Galles occidentale rimase il centro principale della razza fino al XIX secolo: i capi erano guidati in gran numero verso i pascoli della Severn ed i vicini mercati inglesi. 
Nel 1225, a seguito della legislazione approvata da Enrico III, furono chiusi diversi pascoli britannici e furono "isolati" numerose mandrie, tra cui quelle di Chartley e Chillingham in Inghilterra e Cadzow in Scozia. All'inizio del XIX secolo, in Gran Bretagna c'erano più di una dozzina di branchi di White Park ma la maggior parte di questi furono sterminati all'inizio del secolo successivo. 
Il programma di registrazione delle White Park in Gran Bretagna fu iniziato nei primi anni del 1900 ma nel 1946 solo le mandrie di Dynevor, Woburn, Whipsnade e Cadzow sopravvivevano come domestiche, mentre le Vaynol (Faenol) e le Chillingham erano semi-selvatiche. La registrazione venne interrotta durante la seconda guerra mondiale e riprese solo nel 1974 ad opera della <i>Rare Breeds Survival Trust</i>. Oggi ci sono 1.000 White Park da riproduzione nel Regno Unito. 

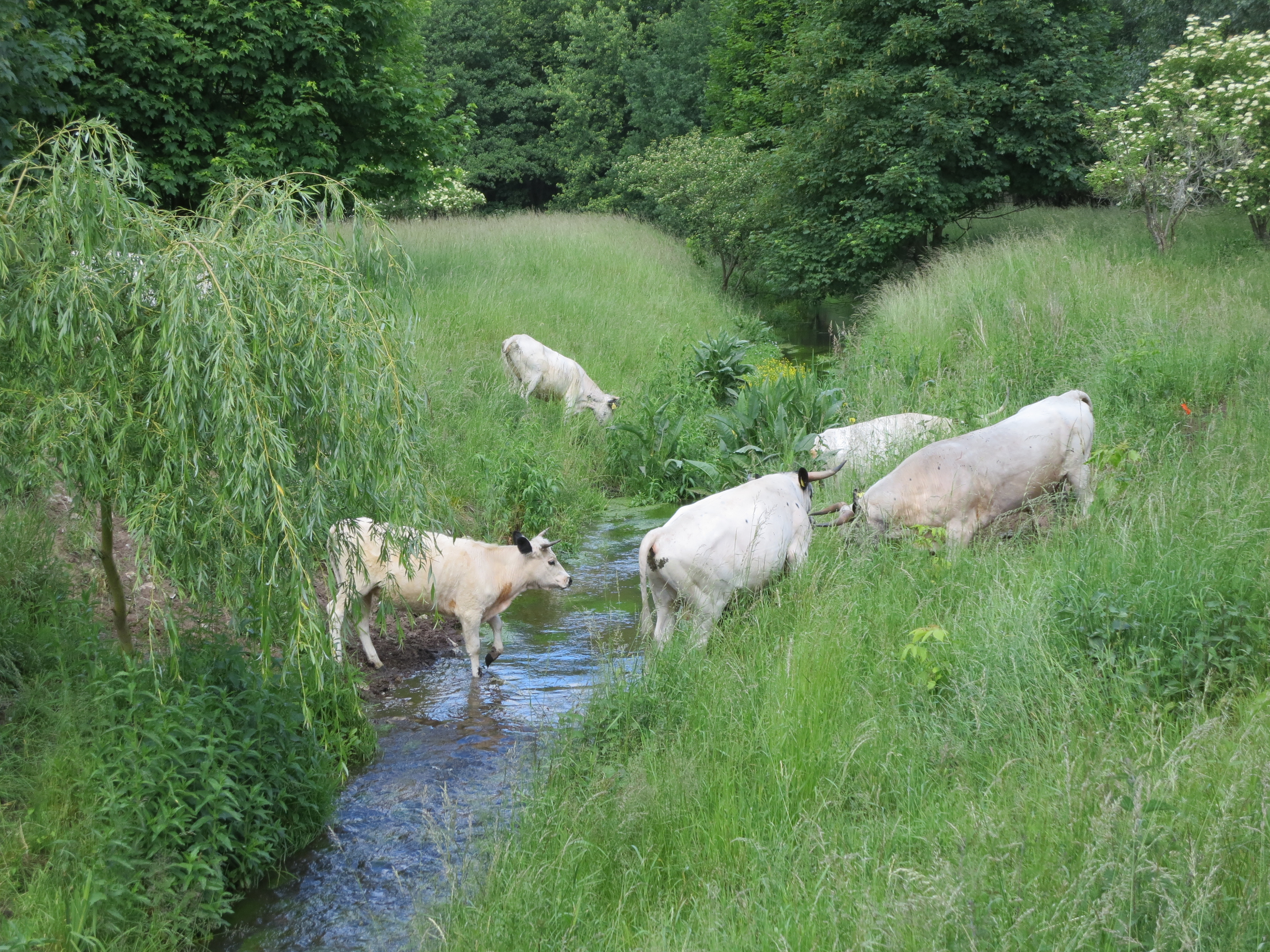
Dal 2011, i bovini White Park pascolano nella riserva naturale "Karower Teiche" nel nord-est di Berlino, in Germania.

Le White Park sono state esportate in diversi paesi: nel 1921 in Danimarcae da lì in Lettonia (1935) e da lì in Germania (1972). Nel 1987 le White Park arrivarono in Australia. Nel 1940, una o due coppie di White Park del branco di Callow furono esportate in Canada. La progenie canadese di quei bovini fu trasferita allo Zoo del Bronx e poi King Ranch in Texas dove rimasero per quasi i successivi quarant'anni. Negli Stati Uniti la razza è conosciuta come Ancient White Park per evitare confusione con la branca americana della White Park.
La maggior parte delle popolazioni nazionale britannica di White Park è stata sottoposta a test del DNA per verificare la genitorialità, confermare la provenienza e consentire l'identificazione degli esemplari da riproduzione per garantire la loro efficace sopravvivenza in termini di conservazione. Il programma di allevamento britannico mira ad aumentare le caratteristiche desiderabili della razza, pur mantenendo la diversità genetica (l'eterogeneità è bassa a causa di accoppiamenti tra consanguinei per gran parte del XX secolo). "Faygate Brace" (nato nel 1906) ha contribuito al 40% degli esemplari della razza negli anni '40 e "Whipsnade 281" (nato nel 1956) ha ripetuto questo schema nella seconda metà del XX secolo. Suo nipote, "Dynevor Torpedo" è ora l'influenza dominante nella razza. Due mandrie, Dynevor e Chartley-Woburn, sono state le influenze dominanti in questo periodo. La popolazione mondiale ora è di quasi 2.000 femmine fertili, più i tori ed i giovani esemplari.

## Morfologia

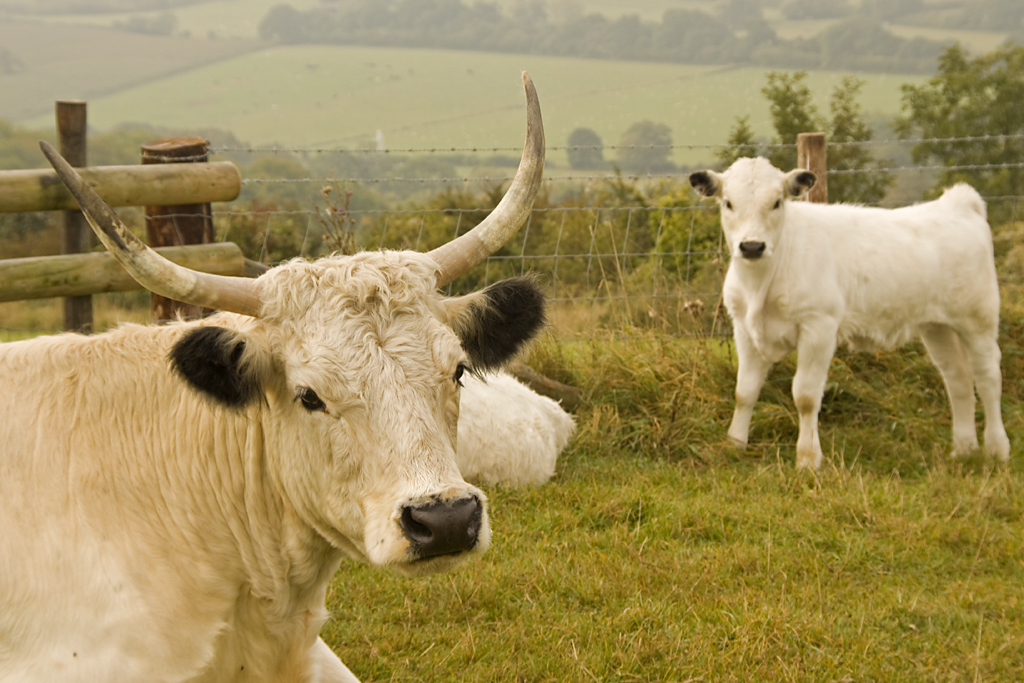
White Park (mucca e vitello) al parco sulla collina di Hambledon in Inghilterra.

La White Park ha taglia medio-grande e corpo lungo. La definizione morfologica è basata su uno studio britannico del 1994 effettuato su un campione di 200 tori e 300 mucche. Il peso di un toro maturo varia da 800 fino a 1 000 chilogrammi (1 800 fino a 2 200 lb), a seconda della qualità del pascolo, mentre le mucche adulte sono in genere da 500 fino a 700 chilogrammi (1 100 fino a 1 500 lb). Il mantello è bianco porcellana con punti colorati (nero o rosso). Le corna possono variare di forma ma la maggior parte cresce in avanti e verso l'alto in una curva aggraziata nella mucca, mentre nel toro sono più spesse e corte. Nel loro ambiente nativo in Gran Bretagna, le White Park sono note sia per l'aspetto distintivo sia per la predilezione del pascolo su terreni accidentati. La razza è adatta alla produzione non intensiva. Alcune mandrie vengono tenute all'aperto durante tutto l'anno su pascoli montani accidentati senza ripari né mangimi supplementari. Sono docili, di facile parto e hanno una lunga vita produttiva. Alcuni tratti possono variare a seconda della loro posizione. 
Fino a poco tempo fa, le White Park erano una razza a triplice vocazione (latte, carne e forza lavoro). Il 3° Lord Dynevor (1765–1852) teneva una squadra di buoi White Park e tale pratica continuò fino al 1914. Furono usate per il latte ancora in tempi recenti: mucche della mandria di Dynevor erano munte nel 1951 seppur con risultati moderati. La carne White Park è ancora oggi consumata e ritenuta di alta qualità.
(Gill AA, Table Talk: Sweet and Sour, Salt and Bitter)
Numerosi studi sulla tipizzazione del sangue e sul DNA hanno rivelato la particolarità genetica della White Park. Il motivo del mantello puntinato ricorre in altre razze: Irish Moiled, Blanco Orejinegro, Berrenda, Nguni e Texas Longhorn. Le razze più vicine sembrano essere la Highlander e la Galloway (Scozia) ma la White Park "è geneticamente molto distante da tutte le razze britanniche".
La razza Chillingham è divergente dalla popolazione principale di White Park.